# NGC 3061
NGC 3061 est une galaxie spirale située dans la constellation du Dragon. NGC 3061 a été découverte par l'astronome germano-britannique William Herschel en 1801.

## Caractéristiques
Sa vitesse par rapport au fond diffus cosmologique est de 2 480 ± 3 km/s, ce qui correspond à une distance de Hubble de 36,6 ± 2,6 Mpc (∼119 millions d'al).
À ce jour, une mesure non basée sur le décalage vers le rouge (redshift) donne une distance d'environ 71,300 Mpc (∼233 millions d'al). Cette valeur est loin à l'extérieur des valeurs de la distance de Hubble. Notons que c'est avec la valeur moyenne des mesures indépendantes, lorsqu'elles existent, que la base de données NASA/IPAC calcule le diamètre d'une galaxie.
La classe de luminosité de NGC 3061 est III et elle présente une large raie HI. De plus, c'est une galaxie du champ, c'est-à-dire qu'elle n'appartient pas à un amas ou un groupe et qu'elle est donc gravitationnellement isolée.

## Note historique
Lors de son 1096e balayage du ciel dans la nuit du 2 avril 1801, apparemment selon sa méthode habituelle, du nord au sud ou vice versa avec une déclinaison fixe, William Herschel a observé 15 objets dont la position rapportée est largement erronée, erreur qui a rendu l'identification des objets NGC difficile, voire impossible.
En conséquence, au début des années 1900, John Dreyer a demandé au directeur de l'Observatoire royal de Greenwich (l'Astronomer Royal) de réaliser des plaques photographiques de la région de ce balayage. On a pu déterminer avec précision sur ces plaques les coordonnées de 40 nébuleuses, incluant tous les objets observés par Herschel. Les corrections ainsi que les erreurs des positions d'Herschel ont été notées par Dreyer dans une publication de 1912. Même si l'identification des objets observés par Herschel a été résolue, l'origine de son erreur est demeurée un mystère jusqu'à ce que Wolfgang Steinicke étudie la question en 2011-12. Cette nuit-là, Herschel devait avoir accidentellement aligné son télescope à 7° à côté du méridien. Quand sa sœur Caroline a utilisé ses mesures, elle a présumé que le télescope était comme d'habitude aligné sur le méridien, rendant les calculs des positions loin des positions réelles. Un calcul des positions tenant compte de l'erreur de 7° donne les positions qui correspondent presque aux positions des objets célestes observés par Herschel, vérifiant ainsi l'hypothèse de Steinicke et les positions rapportées par Dreyer.
Les objets NGC observés par Herschel cette nuit-là sont NGC 2938, NGC 2977, NGC 3061, NGC 3174 (=NGC 3144), NGC 3194 (= NGC 3155), NGC 3183, NGC 3197, NGC 3329, NGC 3465, NGC 3500, NGC 3523, NGC 3747, NGC 3752, NGC 3901 et NGC 3939.